# Saison 1973-1974 du FC Barcelone
La saison 1973-1974 du FC Barcelone est la 75e depuis la fondation du club.
Barcelone, entraîné par Rinus Michels, remporte le championnat d'Espagne pour la neuvième fois.

## Faits marquants
17 février 1974 : Le FC Barcelone remporte une victoire historique 5 à 0 sur le Real Madrid au stade Santiago Bernabéu grâce à un Johan Cruijff étincelant.
24 mars 1974 : Lors de la 27e journée de championnat, Barcelone et Athletic Bilbao font match nul 0 à 0 au stade de San Mamés. Villar est expulsé pour une agression sans ballon sur Johan Cruijff. Le Barça maintient la tête du classement avec neuf points d'avance sur l'Atlético Madrid et Saragosse.
Au cours de cette saison, Barcelone reste invaincu pendant 27 matchs consécutifs, toutes compétitions confondues. Ce record ne sera battu que lors de la saison 2010-2011.

## Effectif[2],[3]
Président
- Agustí Montal

Entraîneur
- Rinus Michels

### Buteurs en championnat
- Marcial Pina : 17 buts
- Johan Cruijff : 16 buts
- Juan Manuel Asensi et Hugo Sotil : 11 buts
- Carles Rexach : 9 buts
- José María Pérez : 7 buts
- Francisco Gallego : 2 buts
- Jesús Antonio de la Cruz et Sánchez : 1 but

## Classement du championnat
| Rang | Équipe             | Pts | J  | G  | N  | P  | Bp | Bc | Diff |
| ---- | ------------------ | --- | -- | -- | -- | -- | -- | -- | ---- |
| 1    | FC Barcelone       | 50  | 34 | 21 | 8  | 5  | 75 | 24 | +51  |
| 2    | Atlético MadridT   | 42  | 34 | 18 | 6  | 10 | 50 | 31 | +19  |
| 3    | Real Saragosse     | 40  | 34 | 16 | 8  | 10 | 51 | 38 | +13  |
| 4    | Real Sociedad      | 39  | 34 | 16 | 7  | 11 | 46 | 45 | +1   |
| 5    | Atlético Bilbao    | 37  | 34 | 15 | 7  | 12 | 35 | 31 | +4   |
| 6    | Grenade CF         | 36  | 34 | 12 | 12 | 10 | 34 | 35 | -1   |
| 7    | CD Málaga          | 36  | 34 | 12 | 12 | 10 | 31 | 32 | -1   |
| 8    | Real MadridC       | 34  | 34 | 13 | 8  | 13 | 48 | 38 | +10  |
| 9    | Espanyol Barcelone | 34  | 34 | 13 | 8  | 13 | 34 | 38 | -4   |
| 10   | Valence CF         | 33  | 34 | 13 | 7  | 14 | 41 | 33 | +8   |
| 11   | UD Las Palmas      | 33  | 34 | 14 | 5  | 15 | 28 | 35 | -7   |
| 12   | Celta Vigo         | 30  | 34 | 12 | 6  | 16 | 43 | 49 | -6   |
| 13   | Real Gijón         | 30  | 34 | 13 | 4  | 17 | 49 | 59 | -10  |
| 14   | Elche CFP          | 29  | 34 | 11 | 7  | 16 | 25 | 33 | -8   |
| 15   | Real MurcieP       | 29  | 34 | 10 | 9  | 15 | 27 | 37 | -10  |
| 16   | CD Castellón       | 29  | 34 | 9  | 11 | 14 | 28 | 46 | -18  |
| 17   | Racing SantanderP  | 27  | 34 | 8  | 11 | 15 | 36 | 54 | -18  |
| 18   | Real Oviedo        | 24  | 34 | 9  | 6  | 19 | 29 | 52 | -23  |

- Champion, qualification pour la Coupe des clubs champions 1974-1975 en tant que champion
- Qualification pour la Coupe des vainqueurs de coupe de football 1974-1975 en tant que vainqueur de la Coupe d'Espagne
- Qualification pour la Coupe UEFA 1974-1975
- Relégation en Segunda División

| Championnat d'Espagne Champion 1973-1974 |
| ---------------------------------------- |
| FC Barcelone 9e Titre                    |